# 派 (農業系统)
派 ，是阿薩姆中世纪阿豪姆王國與泰國的封建制度。這個制度在十三世纪阿薩姆開始，在十八世纪崩溃。
所有16岁到50岁的强壮男子都必须向国家服劳役,这些服劳役的人被通称为“派”(Paik)。“派”每4人一组,轮流服役,即每人为期3个月。每5个4人小组共20人设一名官员“录少”(意为20人首领), 5名“录少”及其所辖的“派”共100名又设1名“录百”(意为百夫长)管辖, 10名“录百”及其所辖的“派”1000人设1名“录令”(意为千夫长)管辖。所有的“派”及各级官员均隶属于国王“詔法”。“派”可分得份地,但土地所有权仍属于“詔法”。战争期间,“派”还必须从军。
這制度使泰人在人口稀少的阿薩姆沼澤地區種植水稻後迅速發展，比當地原始農業有更大優勢。
但到十七世纪後因現金支薪與频繁用兵，壯丁逃役，派在十八世纪崩溃。

## 泰國
派也是泰國大城王朝的一種農業庶民，庶民要依附领主生存，為他們服差役與上繳稻米。王室的派领主稱為派鑾，一般的领主稱為派索姆。